# 沙塞勒康
沙塞勒康（法語：Chassey-le-Camp，法語發音：[ʃasɛ lə kɑ̃]）是法国索恩-卢瓦尔省的一个市镇，属于索恩河畔沙隆区。

## 地理
沙塞勒康（46°53'13"N, 4°41'47"E）面积8.62 平方千米，位于法国勃艮第-弗朗什-孔泰大區索恩-卢瓦尔省，该省份为法国中部省份，北起顺时针与科多尔省、汝拉省、安省、罗讷省、卢瓦尔省、阿列省和涅夫勒省接壤。
与沙塞勒康接壤的市镇（或旧市镇、城区）包括：桑特奈、阿吕兹、布兹龙、吕利。

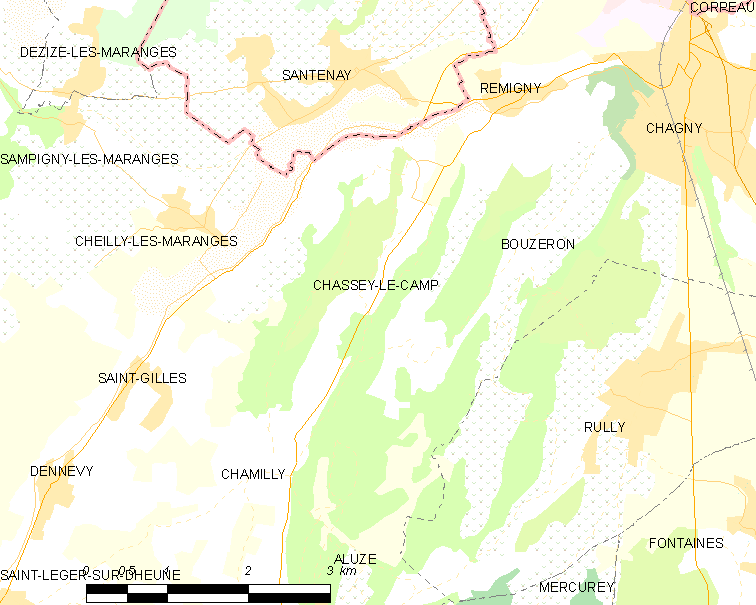
沙塞勒康的OSM定位图

沙塞勒康的时区为UTC+01:00、UTC+02:00（夏令时）。

## 行政
沙塞勒康的邮政编码为71150，INSEE市镇编码为71109。

## 政治
沙塞勒康所属的省级选区为沙尼县。

## 人口

1962-2008年间沙塞勒康人口变化图示

沙塞勒康于2022年1月1日时的人口数量为365人。